# Erik Fosnes Hansen
Erik Fosnes Hansen (ur. 6 czerwca 1965 w Nowym Jorku) – pisarz norweski.
Urodził się w Nowym Jorku, dorastał w Oslo. Debiutował w 1985 r. powieścią Falketårnet (Wieża sokołów, wyd. pol. 1997). Akcja książki rozgrywa się w fikcyjnym niemieckim zamku Falkenberg i jego okolicach w czasach wypraw krzyżowych. Graf Henryk, ojciec niespełna trzynastoletniego Wolfganga udał się na krucjatę do Ziemi Świętej, pozostawiając chłopca  i zamek pod opieką swojego brata. Wolfgang  jest samotnym i wrażliwym młodym człowiekiem. Czuje się szczęśliwy tylko w towarzystwie sokołów na tytułowej wieży. W swoim młodym życiu prędko poznaje upokorzenie i nienawiść ze strony ludzi, ale także przyjaźń z wytresowanym przez siebie ptakiem i  z tajemniczym astrologiem oraz tragiczną miłość do pięknej dziewczyny, córki kata.
Inna znana powieść Hansena to wydana w 1990 r.  Salme ved reisens slutt (Psalm u kresu podróży, wyd. pol. 1998) opowiadająca na pozór luźno powiązane historie życia muzyków, którzy należeli do grającej do końca tragicznego rejsu orkiestry na pokładzie Titanica. Opowieści te tworzą razem rodzaj panoramy europejskiego społeczeństwa u progu pierwszej wojny światowej.
Fosnes Hansen zajmuje się również publicystyką i krytyką literacką, często zabiera głos w debatach o tematyce kulturalnej, społecznej i politycznej.